# Land of the Dead
Land of the Dead är en amerikansk-fransk-kanadensisk skräckfilm från 2005. Land of the Dead är ingen nyinspelning av någon tidigare film utan är en nyproducerad zombiefilm.

## Handling
Filmen utspelas efter Night of the Living Dead (1968), Dawn of the Dead och Day of the Dead. För många år sedan inträffade en katastrof som slog ut civilisationen. I samband med detta lämnade de döda sina gravar av inte närmare angiven anledning och började döda de överlevande för att få mat. Nu har de fåtaliga överlevande samlats i en muromgärdad och vattengrav skyddad stad, skyddade från zombierna, men utlämnade till sina hänsynslösa medmänniskor som styr staden, när en människa dör inne i staden så förvandlas personen till en zombie. Staden styrs av Paul Kaufmann, som bor i ett höghus tillsammans med överklassen i staden.
Kaufmann har låtit bygga ett bepansrat fordon, Dead Reckoning, för att göra räder mot zombierna och för proviantering utanför staden. Riley Denbo som byggde fordonet och var dess chef har nu gått i pension. Men en av hans underlydande, Cholo DeMora, stjäl fordonet och Riley måste nu stoppa DeMora från att förstöra hela staden för att hämnas på Kaufmann. Uppdraget försvåras av att zombierna har blivit mycket intelligentare och har fått en ledare, Big Daddy, som lär de andra att använda skjutvapen. Innan Big Daddy blev zombie var han mackägare i en by utanför staden.

## Skådespelare (urval)
- Simon Baker - Riley Denbo
- Dennis Hopper - Paul Kaufmann
- Asia Argento - Slack
- John Leguizamo - Cholo DeMora
- Robert Joy - Charlie
- Eugene Clark - Big Daddy
- Tony Nappo - Foxy
- Jennifer Baxter - Nummer 9
- Peter Outerbridge - Styles